# مستخدم (اتصال عن بعد)
المستخدم في الاتصال عن بعد هو شخص أو منظمة أو أي كيان آخر يستخدم الخدمات التي يوفرها نظام الاتصالات أو عن طريق نظام معالجة المعلومات بغرض نقل المعلومات. يعمل المستخدم كمصدر أو وجهة نهائية لمعلومات المستخدم. وقد يكون المستخدم أيضا مشترك، أي عميل يدفع مقابل الخدمة.
المستخدم هو أيضا شخص أو عملية الوصول إلى نظام المعلومات الآلي بواسطة اتصالات مباشرة (على سبيل المثال، عن طريق محطات) أو اتصالات غير مباشرة. ويتعلق «الاتصال غير المباشر» بالأشخاص الذين يعدون بيانات المدخلات أو يحصلون على ناتج لا يستعرض محتواه أو تصنيفه أحد الأفراد المسؤولين.